# Cratere Flutra
Flutra  è un cratere sulla superficie di Venere.